# Стедіум-оф-Лайт
Сте́діум оф Лайт (англ. Stadium of Light) — футбольний стадіон у Сандерленді, Англія, який відкрився 1997 року. 49000-тисячний стадіон, 4-ий в Англії за місткістю — домашній стадіон футбольного клубу «Сандерленд». У сезоні 2007/2008 Стедіум оф Лайт був визнаний найгучнішим у країні. Це третій раз, коли стадіон виграв це звання, де оцінюються вокальні здібності уболівальників.